# Vito Molinari
Pour les articles homonymes, voir Molinari.
Vito Molinari, né le 6 novembre 1929  à Sestri Levante (Ligurie) et mort le 18 février 2025 à Lavagna, est un metteur en scène de théâtre et réalisateur italien.

## Biographie

### Carrière
Vito Molinari fait ses débuts de réalisateur le 3 janvier 1954 au programme inaugural de la Rai et a depuis réalisé plus de deux mille productions pour la télévision italienne dont L'amico del giaguaro (it), La via del success, Un due tre (it) et Canzonissima.
Il fonde le Théâtre de l'Université de Gênes avec le professeur Della Corte.
Au Théâtre Verdi à Trieste, il met en scène en 1965 Il pipistrello (La Chauve-Souris), en 1970 Al cavallino bianco (L'Auberge du Cheval-Blanc) au Théâtre Stabile Politeama Rossetti (it) avec Tony Renis, Aldo Fabrizi et Sandro Massimini (it), et, en 1972, La principessa della Czarda (Princesse Czardas) avec Adriana Innocenti (it) et Elio Pandolfi.
Dans les années 1980, il réalise plusieurs séries télévisées dont Cinquant'anni d'amore en 1982. Il scénarise la mini-série Atelier en 1986. Il monte en 2006 le spectacle théâtral Umorista sarà lei.